# Arthur Wichmann

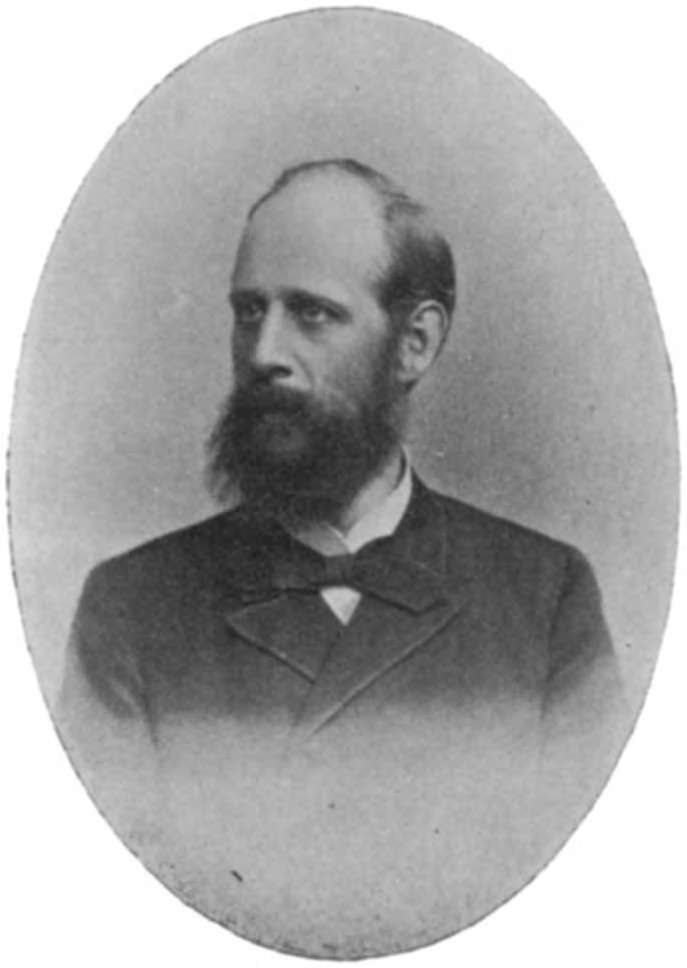
C. E. A. Wichmann

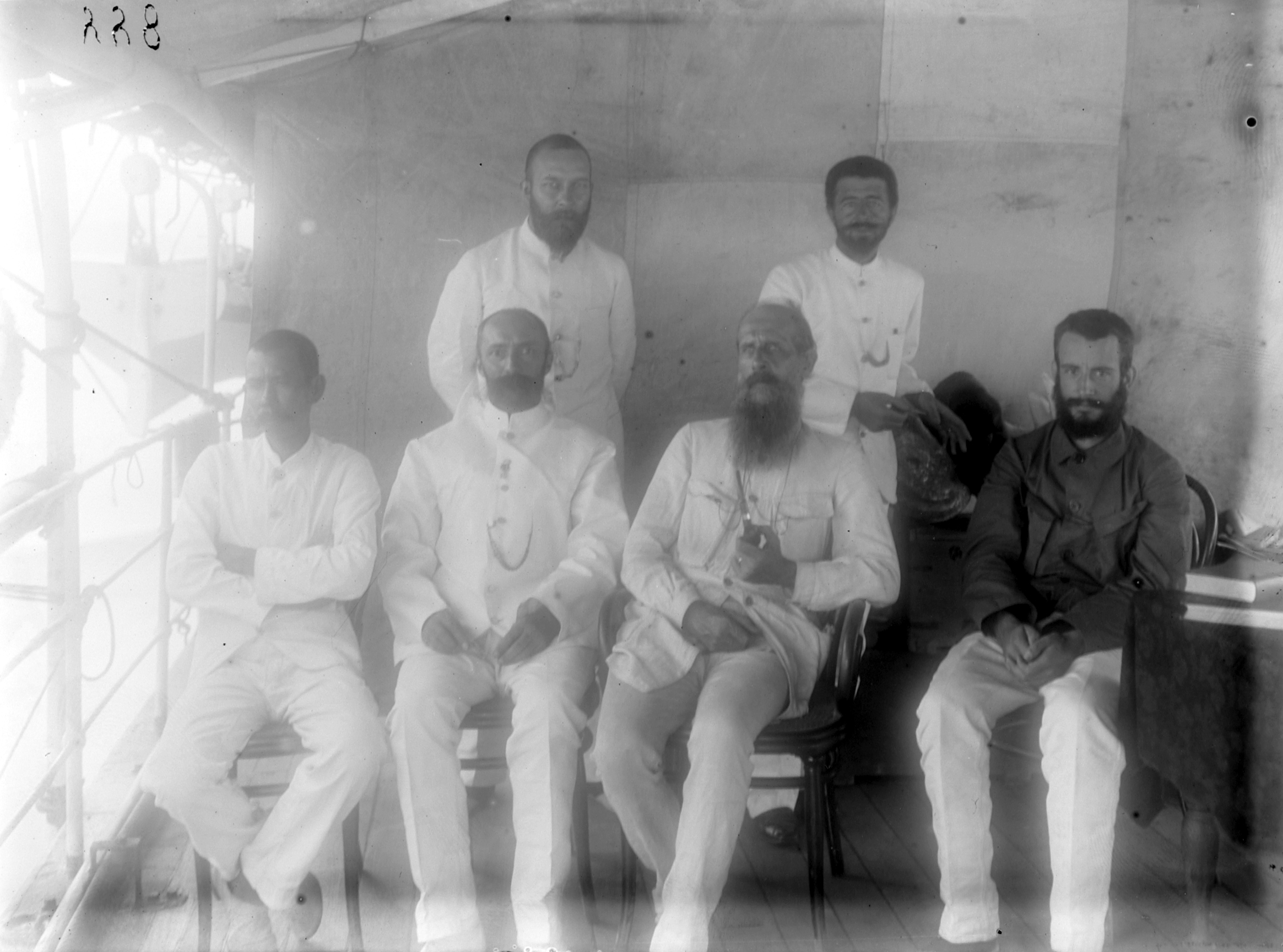
Arthur Wichmann (2. v. r. vorne) mit Expeditionsmannschaft 1903 in Nordneuguinea

Carl Ernst Arthur Wichmann (* 9. April 1851 in Hamburg; † 28. November 1927 ebenda) war ein deutscher Geologe und Mineraloge.

## Leben
Wichmann war von 1879 bis 1921 Professor für Geologie an der Universität Utrecht, wo er das geologische Institut gründete. Seine Tochter war die Juristin und anarchosyndikalistisch eingestellte Clara Gertrud Wichmann, sein Sohn der Künstler und Faschist Erich Wichmann.
Arthur Wichmann war der Sohn des Privatschullehrers und Stadthistorikers Ernst Heinrich Wichmann und verbrachte seine Jugendzeit in Hamburg. Von 1871 bis 1874 studierte er an der Universität Leipzig, wo er Schüler von Ferdinand Zirkel war, der sein Interesse für Mineralogie erweckte. In Leipzig wurde er 1872 Mitglied in der Burschenschaft Arminia Leipzig, zur gleichen Zeit wie der später ebenfalls prominente Geologe Felix Wahnschaffe, und blieb ihr lebenslang als Alter Herr verbunden.
Einige Jahre lang war er an der Universität Leipzig Assistent von Ferdinand Zirkel, dann wurde er Professor an der Universität Utrecht im Königreich der Niederlande.
Geologische Forschungen waren in Utrecht bis dahin nicht betrieben worden; Wichmann widmete sich der Aufgabe, dort ein geologisches Institut aufzubauen. Neben Forschung und Lehre begann Wichman eine geologische Sammlung aufzubauen, wofür er an Expeditionen in niederländische Kolonien teilnahm: 1888/89 nach Niederländisch-Indien (Celebes, Flores, Timor, inklusive des portugiesischen Ostteils und Roti) und 1902/03 – zusammen mit Hendrikus Albertus Lorentz – nach Neuguinea.

### Nord-Neuguinea-Expedition 1903

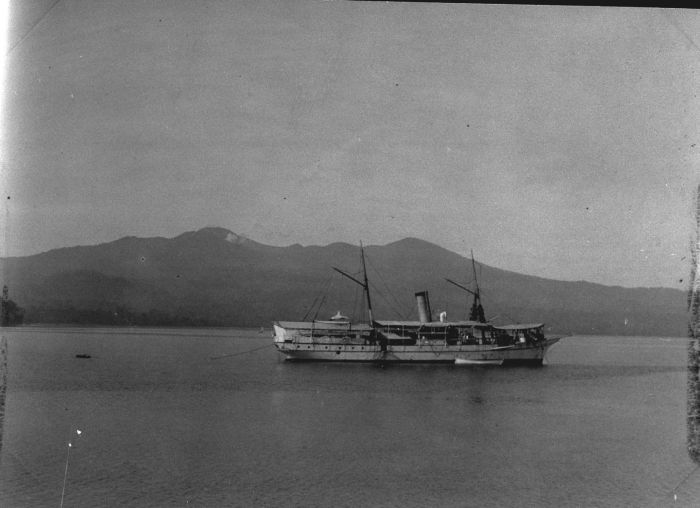
Expeditionsschiff Zeemeeuw

1903 leitete Wichmann die erste offizielle niederländische Expedition zur wissenschaftlichen Erkundung Neuguineas, unter anderem, um mögliche abbauwürdige Kohlevorkommen an der Nordküste des niederländischen Teils der Insel zu entdecken. Schwerpunkte der Expedition waren Geelvink Bay (heute: Cenderawasih-Bucht), Humboldt Bay (heute: Yos-Sudarso-Bucht) und der Sentani-See. Weitere Teilnehmer waren Hendrikus Albertus Lorentz, der Militärarzt Gijsbertus Adrian Johan van der Sande (verantwortlich für Anthropologie and Ethnografie), der Zoologe Lieven Ferdinand de Beaufort sowie der ehemalige Händler von Paradiesvogelfedern Johannes Maximiliaan Duma. Als Hilfspersonal wurden 30 Männer aus Nord-Borneo (Dajak), zwei Jäger und sieben weitere Bedienstete angeheuert.
Das Expeditionsschiff Zeemeeuw (Seemöwe) wurde für Untersuchungen von See aus verwendet. Zusätzlich wurde ein Basislager auf der kleinen Insel Metu Debi in der Jautefa-Bucht südlich von Jayapura für Landexpeditionen entlang der Küste und ins Hinterland eingerichtet. Der Sentani-See wurde mit dem Rettungsboot der Zeemeeuw erkundet, nachdem es über Land dorthin getragen worden war. Es wurden Steine, biologische Präparate – in Alkohol eingelegt – und zahlreiche ethnografische Objekte gesammelt.
Als Wissenschaftler war Wichmann hauptsächlich an Mineralogie und Petrologie interessiert. Er arbeitete die geologischen Aspekte der Siboga-Expedition auf. Nach seiner Emeritierung 1921 kehrte er in seine Geburtsstadt Hamburg zurück, wo er 1927 starb. Sein Nachfolger in Utrecht wurde Louis Martin Robert Rutten (1884–1946). In Hamburg wurde Wichmann neben seiner seit Studienzeiten bestehenden Mitgliedschaft in der Burschenschaft Arminia Leipzig, auch Alter Herr der 1919 gegründeten Hamburger Burschenschaft Germania.

## Ehrungen
1898 wurde er zum Mitglied der Deutschen Akademie der Naturforscher Leopoldina und 1905 der Königlich Niederländischen Akademie der Wissenschaften gewählt.

## Schriften und Werke
- Gesteine von Timor und einiger angrenzenden Inseln. Leiden, E. J. Brill, 1882–1887, (Digitalisat)
- Nova Guinea. Uitkomsten der Nederlandsche Nieuw-Guinea-Expeditie in 1903 oder leiding van Dr. Arthur Wichmann, Professor te Utrecht [Resultate der Niederländischen Neu-Guinea-Expedition 1903].

Vol. I: Entdeckungsgeschichte von Neu-Guinea (bis 1828). Leiden, E. J. Brill, 1909, S. 387, (Digitalisat)
Vol. II, 1: Entdeckungsgeschichte von Neu-Guinea (1828 bis 1885). Leiden, E. J. Brill, 1910, S. 369, (Digitalisat)
Vol. II, 2: Entdeckungsgeschichte von Neu-Guinea (1885 bis 1902). Leiden, E. J. Brill, 1912.
Vol. IV: Bericht über die im Jahre 1903 ausgeführte Reise nach Neu-Guinea. Leiden, E. J. Brill, 1917, S. 493, (Digitalisat)
- Bericht über eine im Jahre 1888–89 im Auftrage der Niederländischen Geographischen Gesellschaft ausgeführte Reise nach dem Indischen Archipel. Leiden, E. J. Brill, 1890–92,

Teil 1: I. Java, II. Celebes, (Digitalisat)
Teil 2: III. Flores, (Digitalisat)
Teil 3: IV. Timor, V. Rotti, (Digitalisat)
- Die Erdbeben des indischen Archipels. Band 1 und 2. Amsterdam 1918. In: Verhandelingen der Koninklijke Akademie van Wetenschappen. Afd. Natuurkunde2. Sect. Deel 20, No. 4 und Deel 22, No. 5.

1. Bis zum Jahre 1857.
2. Von 1858 bis 1877.
- Geologische Ergebnisse der Siboga-Expedition. Leiden, E. J. Brill, 1925 (Siboga-expeditie / Monographie 66 (= Livr. 100))
- Zahlreiche Aufsätze vulkanologischen, geologischen und petrographischen Inhalts in niederländischen Fachzeitschriften.